# Pedro Pasculli
Pour les articles homonymes, voir Pasculli.
Pedro Pasculli est un footballeur argentin né le 17 mai 1960 à Santa Fe. Il évoluait au poste d'attaquant.